# Mario Aerts
Mario Aerts (Herentals, 31 de diciembre de 1974) es un exciclista profesional belga. Su victoria más importante la logró en el año 2002, cuando logró imponerse en la prestigiosa clásica Flecha Valona. En 2008 participó en los Juegos Olímpicos de Pekín obteniendo un octavo puesto en la carrera en ruta. Actualmente es director deportivo en el equipo Lotto Soudal.

## Palmarés
1994
- 1 etapa de la Vuelta a Valonia

1996
- Gran Premio de Isbergues

1997
- Circuito Franco-Belga

2001
- Giro de la Provincia de Lucca

2002
- Flecha Valona[1]

## Resultados en Grandes Vueltas y Campeonatos del Mundo
| Carrera         | Carrera         | 1996 | 1997 | 1998 | 1999 | 2000 | 2001 | 2002 | 2003 | 2004 | 2005  | 2006  | 2007 | 2008 | 2009 | 2010 | 2011 |
| --------------- | --------------- | ---- | ---- | ---- | ---- | ---- | ---- | ---- | ---- | ---- | ----- | ----- | ---- | ---- | ---- | ---- | ---- |
|                 | Giro de Italia  | —    | —    | —    | —    | —    | 63.º | —    | —    | —    | —     | —     | 20.º | —    | —    | —    | —    |
|                 | Tour de Francia | —    | —    | —    | 21.º | 28.º | 27.º | 50.º | 89.º | —    | 112.º | 104.º | 70.º | 29.º | —    | 33.º | —    |
|                 | Vuelta a España | —    | —    | 41.º | —    | —    | —    | —    | 51.º | —    | 16.º  | —     | 28.º | —    | —    | —    | —    |
| Mundial en Ruta | Mundial en Ruta | Ab.  | 38.º | 21.º | Ab.  | —    | 22.º | —    | 50.º | —    | 24.º  | —     | 45.º | Ab.  | —    | Ab.  | —    |

—: no participa
Ab.: abandono

## Equipos
- Vlaanderen 2002-Eddie Merckx (1996-1997)
- Lotto (1998-2002)
  - Lotto-Mobistar (1998-1999)
  - Lotto-Adecco (2000-2002)
- T-Mobile (2003-2004)
  - Team Telekom (2003)
  - T-Mobile Team (2004)
- Lotto (2005-2011)
  - Davitamon-Lotto (2005-2006)
  - Predictor-Lotto (2007)
  - Silence-Lotto (2008-2009)
  - Omegha Pharma-Lotto (2010-2011)